# Vidami
El vidami fou un antic ofici o càrrec feudal a l'Imperi Carolingi, inicialment assimilat als veguers o vescomtes, però progressivament aplicat a funcions similars dins a dominis eclesiàstics a manera d'ecònoms, per les abadies i monestirs. El càrrec va tenir vigència al nord de França fins a la revolució però al sud va desaparèixer a partir del segle xi assolit pels comtes i vescomtes.